# Ballana youngi
Ballana youngi är en insektsart som beskrevs av Delong 1964. Ballana youngi ingår i släktet Ballana och familjen dvärgstritar. Inga underarter finns listade i Catalogue of Life.